# باشگاه فوتبال مونیسیپال پرز زلدون
باشگاه فوتبال مونیسیپال پرز زلدون یک تیم فوتبال کاستاریکایی است که در لیگ برتر کاستاریکا بازی می‌کند.